# IM L7
IM L7 - електричний легковий автомобіль класу люкс, що випускається під китайським брендом IM з 2021 року.

## Історія та опис моделі

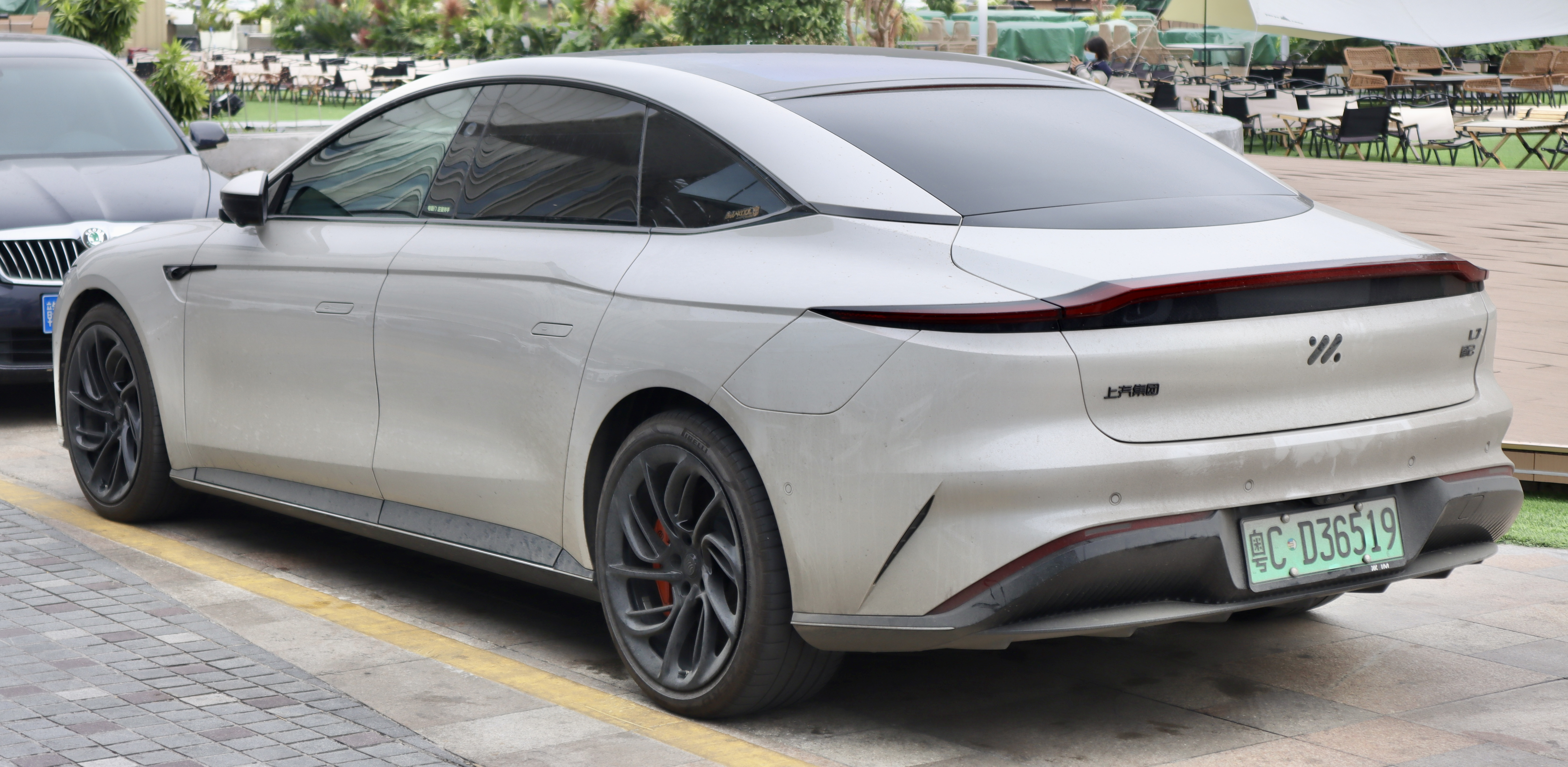

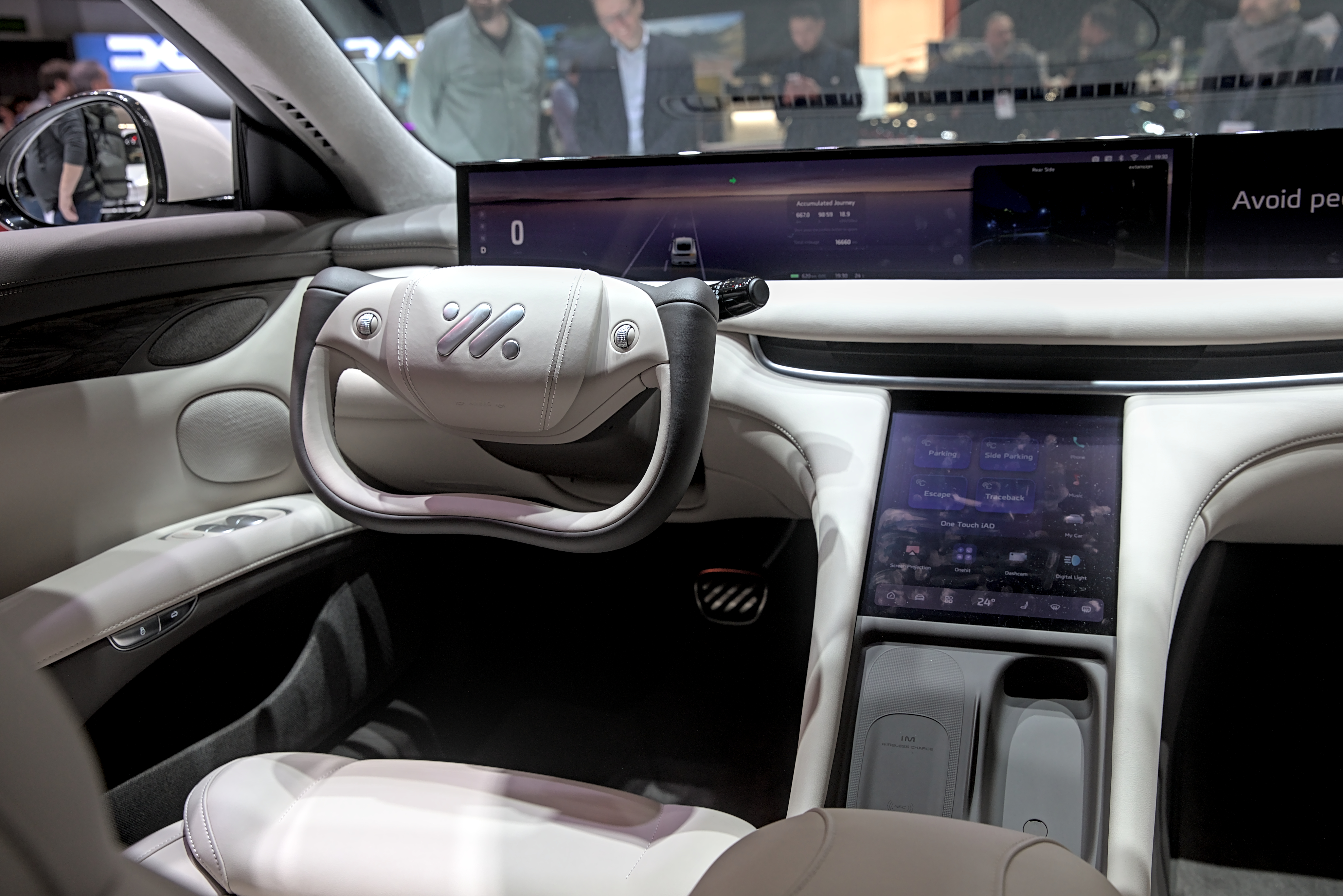

У січні 2021 року спільне підприємство IM Motors, засноване в листопаді 2020 року, надало першу інформацію про свою першу серійну модель автомобіля у вигляді великого флагманського седана під назвою IM L7, відкривши новий бренд високотехнологічних автомобілів. IM L7 має форму 4-дверного седана з витонченим силуетом, повним гострих ліній, який вирізняється повністю світлодіодними фарами, а також тонкою лінією кузова з плавно похилою лінією даху та висувними дверними ручками. Задня частина кузова прикрашена світловою смугою, інтегрованою зі спойлером, який додатково оснащений зображеннями та текстовими повідомленнями, що відображаються 2,6 мільйонами пікселів у монохромному режимі.
Завдяки довжині кузова 5 метрів і колісній базі понад 3 метри IM L7 є відповіддю, серед іншого, на: NIO ET7, у свою чергу, за якістю, передовими технологіями та параметрами приводу Zhiji Motors хоче конкурувати в першу чергу з американською Tesla.
Пасажирський салон має футуристичний і мінімалістичний дизайн, де домінують цифрові дисплеї. Кермо набуло овальну форму, а кутова панель кондиціонера замінила весь 12,8-дюймовий сенсорний екран. Крім того, трисекційний 39-дюймовий екран простягається на всю ширину приладової панелі, відображаючи якість зображення 4K. IM L7 оснащений функцією автономного водіння, яка можлива завдяки розгалуженій системі з одного лідара, 12 камер, 12 ультразвукових радарів і 5 мікрохвильових радарів.

## Продаж
IM L7 був створений з урахуванням динамічного розвитку ринку розкішних і технологічно просунутих електромобілів у Китаї. Дебют цього першого автомобіля від IM Motors відбувся там у третьому кварталі 2021 року.

## Технічні дані
Повністю електричний силовий агрегат IM L7 складається з електродвигуна потужністю 540 к.с., який може розвивати максимальний крутний момент 700 Нм і розганятися до 100 км/год за 3,9 секунди. Лімузин оснащений двома батареями на вибір: 93 кВт-год, що забезпечує максимальний запас ходу в 615 км на одному заряді, і 118 кВт-год, що забезпечує, згідно з даними виробника, максимальний запас ходу в 1000 км. Інноваційним рішенням, яким оснащений IM L7, є можливість бездротової зарядки потужністю 11 КВт. За годину поповнення енергії таким методом можна проїхати 80 кілометрів.

## Модифікації
- Elite RWD 340 к.с. Потужність переднього електродвигуна (кВт) - немає, Загальна максимальна потужність (кВт) -250, Крутний момент (Нм) - 475
- Performance Lite AWD 605 к.с. Потужність переднього електродвигуна (кВт) - 195, Загальна максимальна потужність (кВт) - 445, Крутний момент (Нм) - 730
- Performance AWD 605 к.с. Потужність переднього електродвигуна (кВт) - 195, Загальна максимальна потужність (кВт) - 445, Крутний момент (Нм) - 730[1]